# クリッターズ
『クリッターズ』とは、AR（拡張現実）を使った、キャラクター（クリッター）をコレクションしていくゲーム「Critters」（クリッターズ）と、「Critters」のキャラクターが登場するミニFlashゲーム「Critters mini」（クリッターズ ミニ）との総称。

## 概要
リアルな空間にカメラ越しに見えるクリッターを見つけ、捕まえ、コレクションするゲーム。
クリッターは場所や時間によって異なる様々な種類が出現するが、捕獲経験値によって捕まえられるクリッターが変わってくる。
捕まえたクリッターの種類や数などによって、ユーザーには称号が与えられる。
ユーザーは保有しているクリッター同士を掛け合わせて（シャッフル）新たなクリッターを生成することもできる。
出現すると他のクリッターが一時的に一掃され、いなくなってしまう「クリーニングモンスター」も存在する。
各種アイテムを使うことでより捕まえやすくなったり、メッセージの投稿・閲覧機能を使い、ヒントを得ることも可能。

## Critters（クリッターズ）について

### 【用語】
クリッター
ゲーム中に出てくるキャラクターの総称。
200種以上の様々な種類が存在し、特定の場所・時間でのみ捕獲可能な種類や、中にはタマゴの状態で空間に浮かんでいる種類も居る。
クリーニングモンスター
クリッターやそのタマゴを一掃してしまうモンスター。
出現するとその場所はこれ以外何もいない状態になる。
シャッフル
クリッター同士を掛け合わせること。
新たなクリッターが生まれる。
スペース
捕まえたクリッターを保有する空間。
ワープ
地図上で好きな場所に移動できる機能。　
エア
ワープで移動した地点の空間。

### 【キャラクター】
アタ
【般種】
全国に広く分布するクリッター。最もＤＮＡが強い。
イロン
【時種】
全国に広く分布するクリッター。昼は出現しない夜行性。
ニノ
【広種】
東日本ではよく見られるクリッター。
タンタン
【県種】
宮城県の固有種。それ以外の県では捕獲困難。
リン
【極種】
さいたま市付近でしか見られないクリッター。
スカッチ
【転種】
シャッフルで生成されるクリッター。自然には存在しない。
ポイ
【限種】
限られた時にしか出現しないクリッター。シャッフルできない。
カカ
【外種】
日本国外に分布するクリッター。
クリーンニングモンスター　Ｂ.Ｂ.
【害種】
唯一の害種。クリッターやタマゴを片っ端から食べてしまう。

### 【アイテム】
ぴかぴかメガネ
通常より遠くまで見ることができるようになるアイテム。
効果持続時間は3分。
トレスギンS
レベルが届かず捕まえることができないクリッターも捕まえられるようになるアイテム。
効果持続時間は3分。
ワープボード
ワープするのに必要なアイテム。1ヵ所につき1つが必要。
効果持続時間は3分。

## Critters mini（クリッターズ ミニ）について
ARゲーム『Critters』の世界観を持ち込んだミニFlashゲームパック。
「Oh!Hungry」「どれCri」の2本を収録。無料で提供されている。

### 【Oh!Hungry】
空に横並びで浮かぶクリッターとクリーニングモンスター。ユーザーはクリーニングモンスター役で、気づかれないようにそーっと隣りのクリッターを食べてく。最後まで気づかれずに食べきれれば勝ち。

### 【どれCri】
目の前の空間を飛ぶクリッターが4つ用意された候補のどれかを当てる、動体視力お試し的なゲーム。紛らわしい選択肢も多く、ステージが進むにつれ視界も狭くなる。全10問。